# Leslie Heward
Pour les articles homonymes, voir Heward.
Leslie Heward, né à Liversedge (Yorkshire, Angleterre) le 8 décembre 1897 et mort de la tuberculose le 3 mai 1943, est un compositeur et chef d'orchestre britannique.
Formé à la direction d'orchestre par Adrian Boult, il succéda à ce dernier à la tête de l'Orchestre symphonique de Birmingham et enregistra quelques disques avant d'être emporté par la maladie.